# 大橋弘祐
大橋 弘祐（おおはし こうすけ）は日本の作家・編集者。

## 来歴
埼玉県越谷市出身。立教大学理学部卒業後、大手通信会社の広報、マーケティング職を経て作家に転身。
水野敬也を師事し、2015年に『SURVIVAL WEDDING』を発売。2018年7月に日本テレビ系で映像化される。山崎元との共著『難しいことはわかりませんが、お金の増やし方を教えてください！』は20万部突破のベストセラーに。

## 著作
- SURVIVAL WEDDING（2015年、文響社、ISBN 4905073111）
  - サバイバル・ウェディング 文庫版（2017年、文響社、ISBN 4866510714）
- 難しいことはわかりませんが、お金の増やし方を教えてください!（2015年、文響社、ISBN 4905073243）山崎元との共著
- 難しいことはわかりませんが、「がん」にならない方法を教えてください!（2016年、文響社、ISBN 4905073383）水上治との共著
- 難しいことはわかりませんが、英語が話せる方法を教えてください!（2017年、文響社、ISBN 4905073995）スティーブ・ソレイシィとの共著
- サバイバル・ウェディング２　「わたし、ひとりで生きていけますが結婚しないとダメですか？」（2018年、文響社、ISBN 486651079X）

## メディア・ミックス
- サバイバル・ウェディング（2018年、日本テレビ、主演：波瑠、原作：SURVIVAL WEDDING）[2]